# Trophée César & Techniques
Le Trophée César & Techniques est une récompense remise depuis 2011 par l'Académie des arts et techniques du cinéma lors d'une soirée spéciale qui a lieu début janvier, distincte de la cérémonie des César.
La récompense, qui concerne seulement le milieu technique cinématographique, est remise avec la collaboration de la FICAM.

## Introduction
Une première soirée avait eu lieu en 2010, mais pour convier les techniciens, sans récompenses remises. Le trophée sera créé l'année suivante. Les soirées se sont toujours déroulées début janvier, souvent le jour de l'ouverture des votes pour les nominations des César.
L'académie, dans un premier temps, présélectionne les entreprises, pour déterminer les nommés. Cette tâche est accomplie par le comité des industries techniques, composé des dirigeants d'entreprises techniques du cinéma. L'entreprise est éligible si elle a participé à un film français dans l'année et si elle fait partie de la FICAM. Depuis 2016, une entreprise lauréate du trophée n'est pas éligible pour les trois prochaines éditions postérieures. Les entreprises présélectionnés sont jugés à partir des critères concernant le maintien de l'emploi, l'innovation technologique, le soutien à la création et les démarches éco-durables.
Contrairement aux César, le vote ne se déroule que en amont (mi-décembre) et pendant la soirée César & Techniques. Le collège électoral est limité aux techniciens ayant participé à un film français durant l'année (et donc éligibles pour le César adéquat). Les cinq catégories qui concernent les techniciens sont celles des costumes, des décors, du montage, de la photographie et du son.
De 2015 à 2017, un prix spécial César & Techniques était également remis. Si l'année de sa création, le prix distingue une entreprise de la filière cinéma, employant plus de 50 personnes de manière permanente, le prix est requalifié en 2016, récompensant le parcours exceptionnel de qualité d'une entreprise durant l'année. 
Depuis 2018, le prix spécial César & Techniques est remplacé par le Prix de l'innovation César & Techniques. Celui-ci est remis à un prestataire technique de la filière du cinéma français. 
Les récompenses sont différentes des statuettes-compressions habituelles des César. Le Trophée prend la forme d'un visage en relief. Le prix spécial est représenté par un nœud de trèfle.

## Palmarès
- 2011 : Archipel Productions (post-production), géré par Julien Cloquet, Dominique Dalmasso, Jean Umansky, Dominique Vieillard, Gilles Benardeau, Christine Viau, Pierre-Yves Gauthier et Florian Thiebaux
- 2012 : Mikros Image (effets visuels, animation, post-production), présidé par Gilles Gaillard
- 2013 : Mikros Image (effets visuels, animation, post-production), présidé par Gilles Gaillard
- 2014 : Transpalux (éclairage), présidé par Didier Diaz
- 2015 : Poly Son (post-production sonore), présidé par Nicolas Nægelen
- 2016 : M141 (post-production), présidé par Thibault Carterot
- 2017 : Tapages & Nocturnes (location & vente de matériel audio professionnel), présidé par Olivier Binet et Daniel Toni
- 2018 : Mikros Image (effets visuels, animation, post-production), présidé par Gilles Gaillard[6]
- 2019 : Poly-Son Post Production
- 2020 : Transpalux / Studios de Bry
- 2021 : CLSFX Atelier 69
- 2022 : Micro Climat Studios
- 2023 : MPC Paris
- 2024 : Poly-Son Post Production
- 2025 : Backlot Rues de Paris